# Lifau-Monument

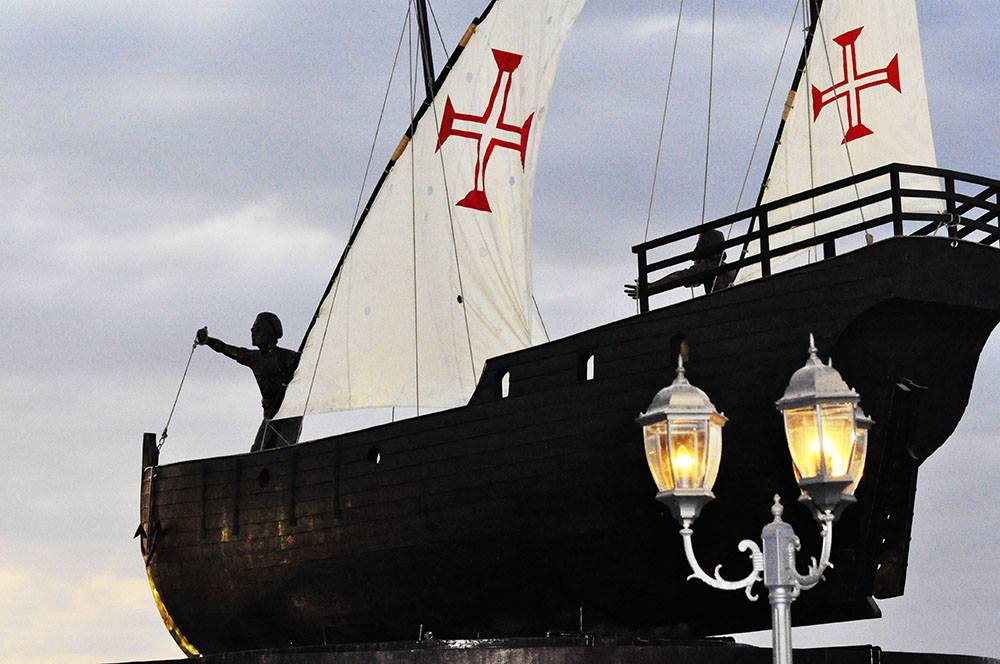
Das Lifau-Monument

Das Lifau-Monument (tetum Monumentu Lifau, portugiesisch Monumento de Lifau) ist ein Denkmal im osttimoresischen Lifau (Sonderverwaltungsregion Oe-Cusse Ambeno), das an den 500. Jahrestag der Ankunft der Portugiesen auf der Insel Timor erinnert.

## Geschichtlicher Hintergrund
Der Portugiese António de Abreu sichtete Timor 1512 als erster Europäer, es ist aber nicht gesichert, ob er die Insel auch betrat. Am 18. August 1515 landeten schließlich portugiesische Dominikaner auf Timor und gründeten an der Stelle 1556 zur Sicherung des Sandelholzhandels die Siedlung Lifau. Der Ort wurde die erste koloniale Hauptstadt der Portugiesen auf Timor, die einen Teil der Insel bis 1975 beherrschten. Das Gebiet der ehemaligen Kolonie bildet heute den Staat Osttimor. Die Landung der Portugiesen wird heute in Osttimor auch mit dem Beginn der Evangelisierung der Insel gleichgesetzt.

## Das Denkmal

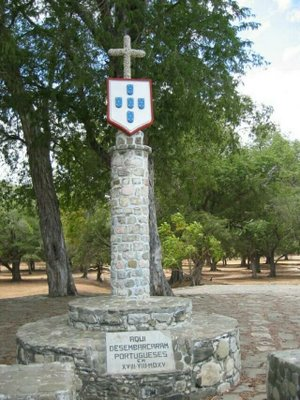
Der Padrão

Eine Gedenktafel und ein nachgebauter Padrão dos Descobrimentos, der am 14. August 1974 aufgestellt wurde, markierten ursprünglich die Stelle, an der die Portugiesen erstmals timoresischen Boden betraten.
Anlässlich des 500. Jahrestages wurde neben dem Padrão am 27. November 2015 ein neues, monumentales Denkmal eingeweiht. Zentrum ist die Nachbildung einer Karavelle aus Bronze. Die zwei Segel sind aus Stoff und zeigen das Kreuz des Christusordens. Dazu kommen acht lebensgroße Statuen aus Bronze, die Portugiesen und Timoresen beim ersten Aufeinandertreffen darstellen. Zwei Seeleute stehen auf dem Schiff, ein Soldat mit einer Standarte, ein Mönch und der Navigator stehen drei timoresischen Kriegern „an Land“ gegenüber. Außerdem gehören Wege, Wasserflächen und einige Stelen zum Monument. Das gesamte Denkmal wiegt 10 Tonnen, 8,5 Tonnen allein die Karavelle. Sie ist mit 13 Metern Länge nur etwa halb so groß, wie die echten Karavellen früher. Die Höhe beträgt 4,5 Meter, die Breite 3,2 Meter. Sie ist nicht an einem Stück gegossen worden. Stattdessen hat man jedes Bauteil einzeln hergestellt und die Karavelle, wie ihre Originale aus Holz, Stück für Stück zusammengesetzt.
Entworfen wurde das Monument im Auftrag des osttimoresischen Ministeriums für Tourismus von Oliveira do Douro aus dem portugiesischen Vila Nova de Gaia. Verantwortlich für den Guss war Lusa Fernando Lage von der Gießerei (Fundição) Lage. Die Gießerei hatte bereits die Monumentalfigur von Papst Johannes Paul II. im osttimoresischen Tasitolu hergestellt.

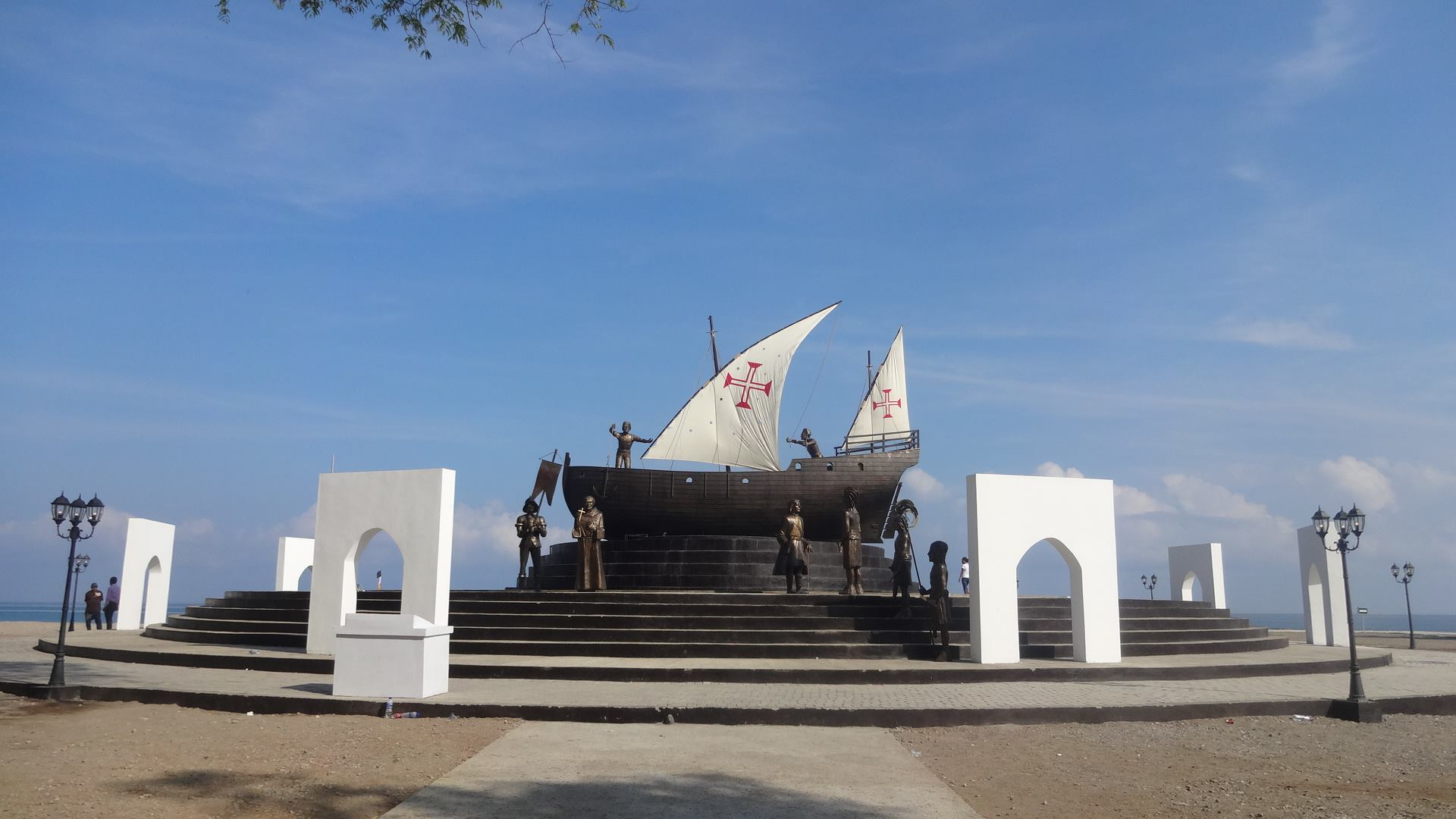
Gesamtansicht des zentralen Ensembles
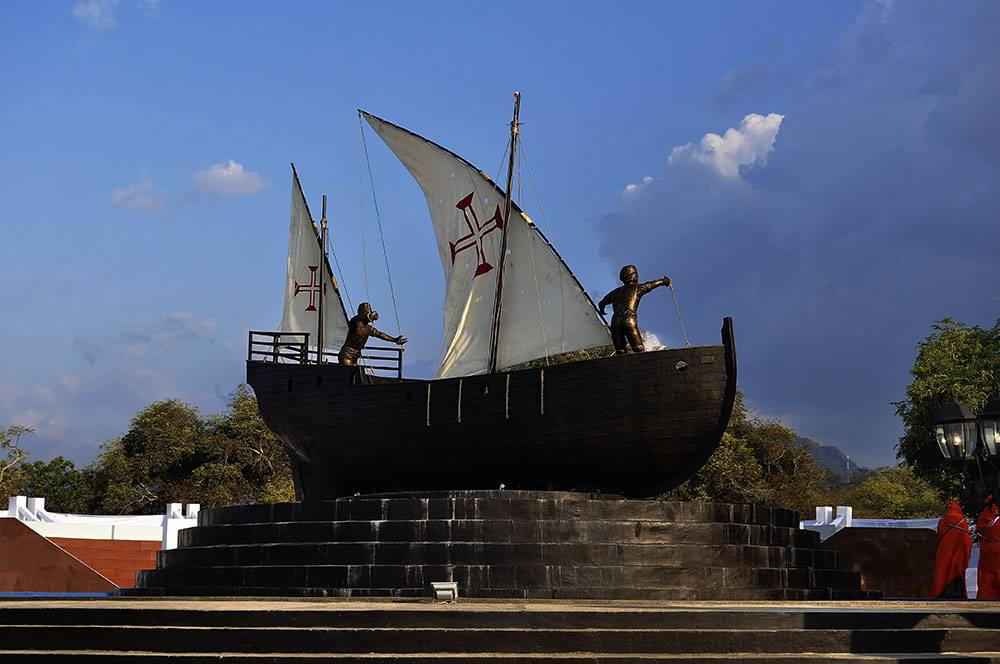
Rückseite der Karavelle
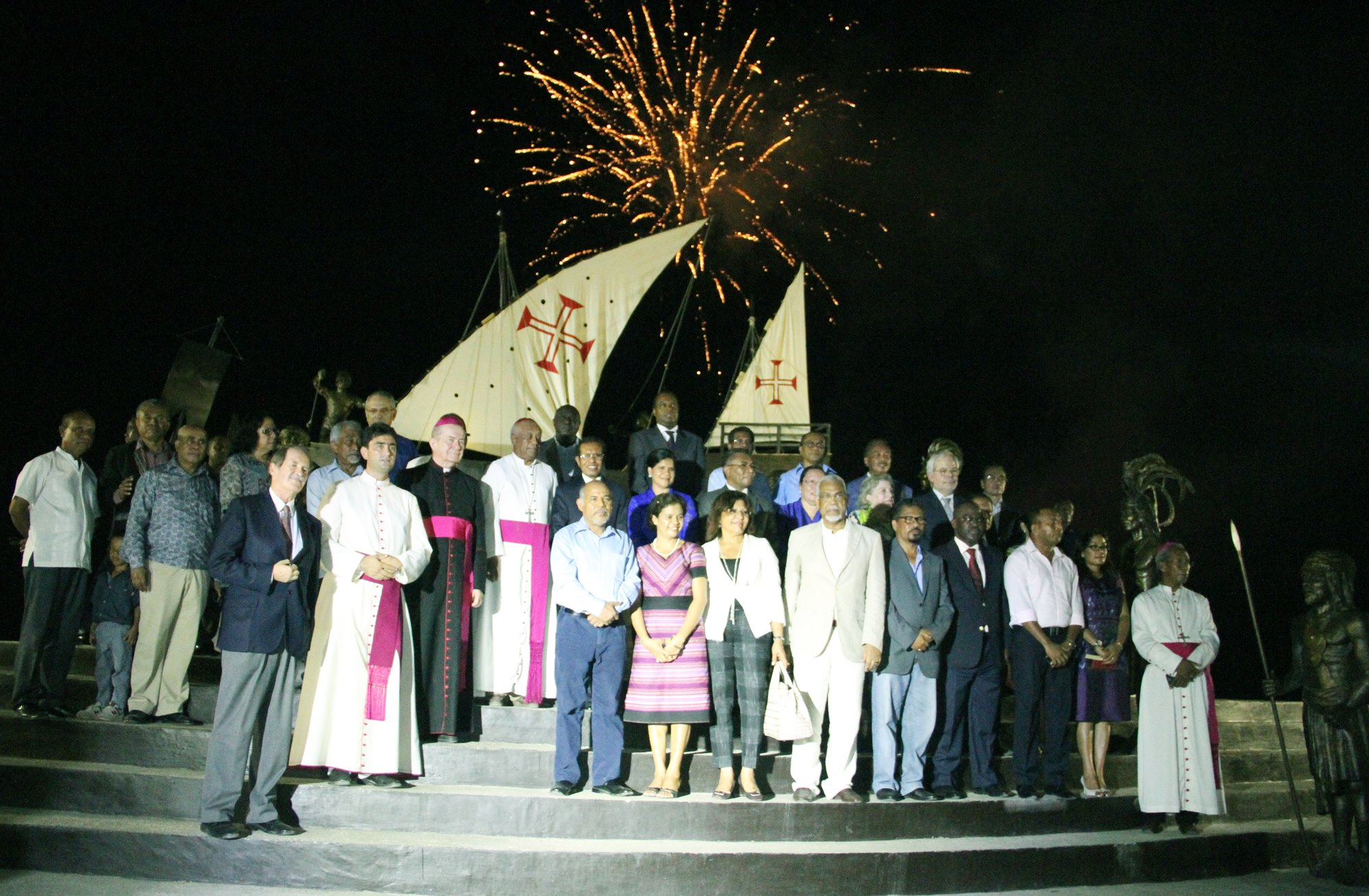
Bild von der Einweihung des Monuments
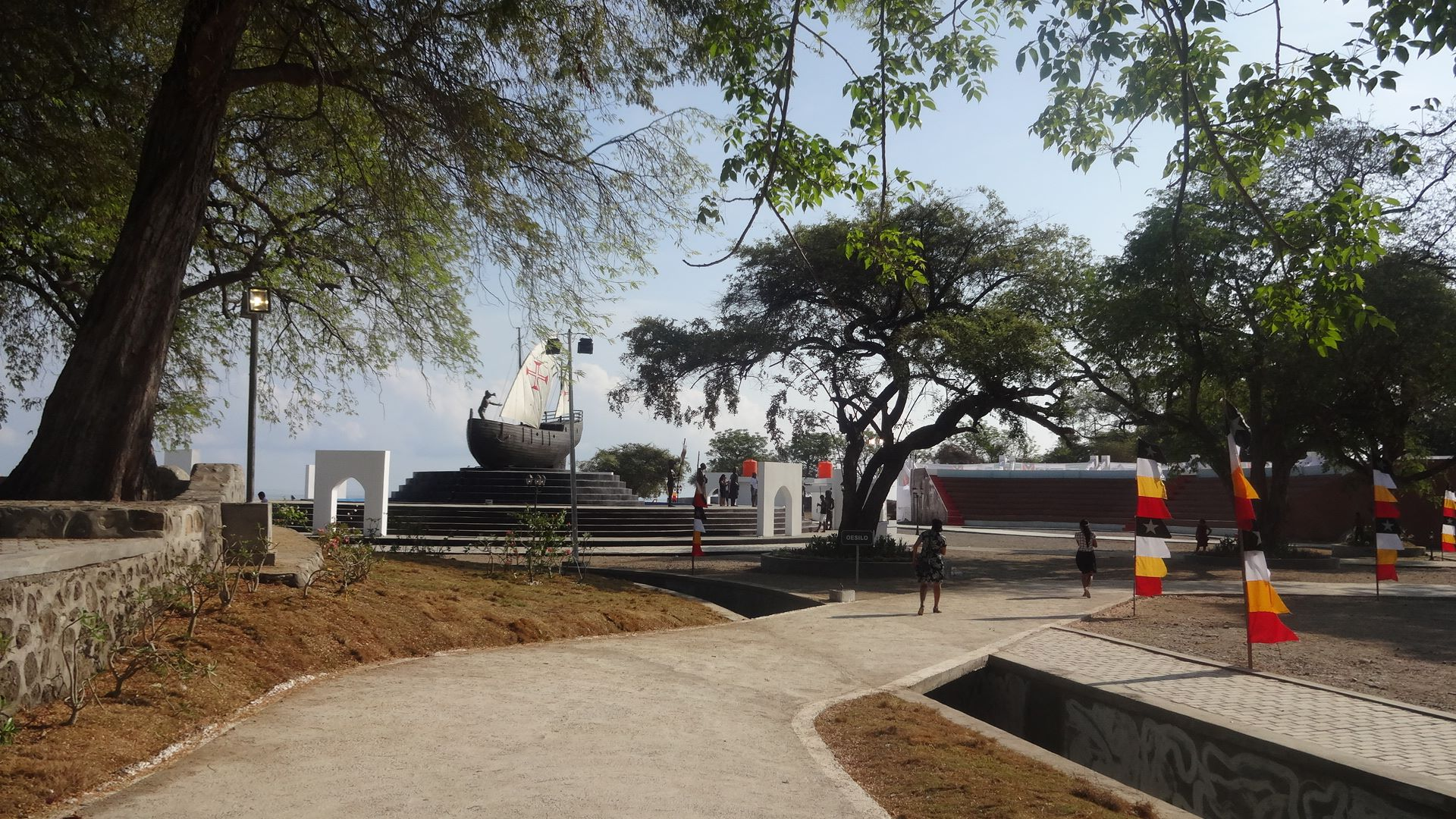
Die weitläufige Anlage
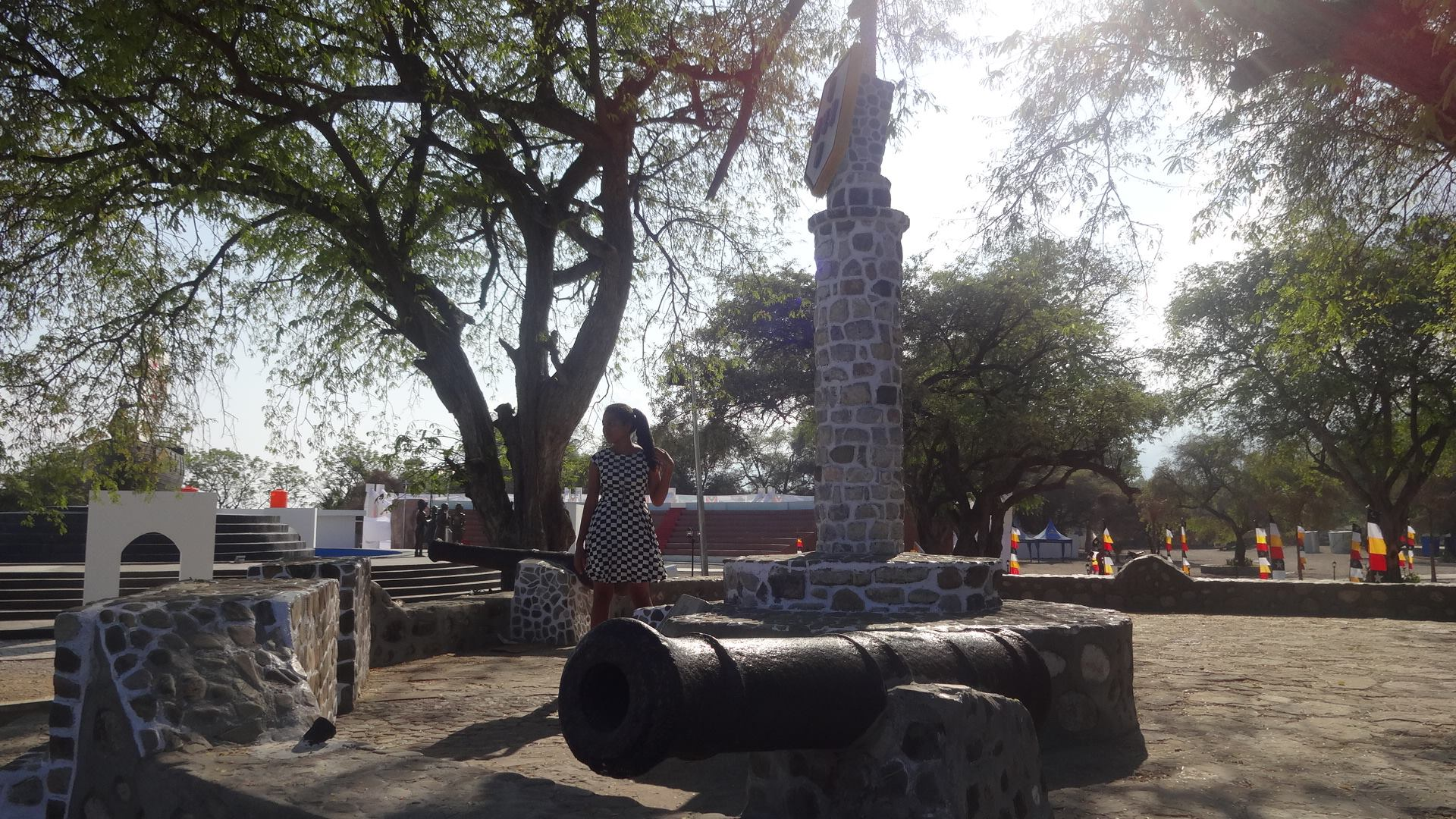
Am Padrão